# Moieciu de Sus, Brașov
Moieciu de Sus este un sat în comuna Moieciu din județul Brașov, Transilvania, România.